# Lijst van administratieve eenheden in Bắc Kạn
Deze lijst bevat een overzicht van administratieve eenheden in Bắc Kạn (Vietnam).
De provincie Bắc Kạn kent in totaal zeven districten en één thị xã. De hoofdplaats van de provincie is de thị xã Bắc Kạn. De thị xã staat op hetzelfde niveau als de zeven districten.

## Thị xã
De thị xã Bắc Kạn bestaat uit vier phường en vier xã's.
- Phường Đức Xuân
- Phường Nguyễn Thị Minh Khai
- Phường Phùng Chí Kiên
- Phường Sông Cầu
- Xã Dương Quang
- Xã Huyền Tụng
- Xã Nông Thượng
- Xã Xuất Hóa

## Districten
Naast de thị xã Bắc Kạn, kent de provincie nog een zevental districten (Huyện)

### Ba Bể
Ba Bể is een van de districten van de provincie Bắc Kạn. De oppervlakte bedraagt 678,09 km² en telt ruim 47.000 inwoners. Ba Bể bestaat uit een thị trấn en 15 xã's.
- Thị trấn Chợ Rã
- Xã Bành Trạch
- Xã Cao Thượng
- Xã Cao Trĩ
- Xã Chu Hương
- Xã Địa Linh
- Xã Đồng Phúc
- Xã Hà Hiệu
- Xã Hoàng Trĩ
- Xã Khang Ninh
- Xã Mỹ Phương
- Xã Nam Mẫu
- Xã Phúc Lộc
- Xã Quảng Khê
- Xã Thượng Giáo
- Xã Yến Dương

### Bạch Thông
Bạch Thông is een van de districten van de provincie Bắc Kạn. De oppervlakte bedraagt 545,62 km² en telt ruim 31.000 inwoners. Bạch Thông bestaat uit een thị trấn en 16 xã's.
- Thị trấn Phủ Thông
- Xã Cẩm Giàng
- Xã Cao Sơn
- Xã Đôn Phong
- Xã Dương Phong
- Xã Hà Vị
- Xã Lục Bình
- Xã Mỹ Thanh
- Xã Nguyên Phúc
- Xã Phương Linh
- Xã Quân Bình
- Xã Quang Thuận
- Xã Sĩ Bình
- Xã Tân Tiến
- Xã Tú Trĩ
- Xã Vi Hương
- Xã Vũ Muộn

### Chợ Đồn
Chợ Đồn is een van de districten van de provincie Bắc Kạn. De oppervlakte bedraagt 912,93 km² en telt ruim 49.000 inwoners. Chợ Đồn bestaat uit een thị trấn en 21 xã's.
- Thị trấn Bằng Lũng
- Xã Bản Thi
- Xã Bằng Lãng
- Xã Bằng Phúc
- Xã Bình Trung
- Xã Đại Sảo
- Xã Đồng Lạc
- Xã Đông Viên
- Xã Lương Bằng
- Xã Nam Cường
- Xã Nghĩa Tá
- Xã Ngọc Phái
- Xã Phong Huân
- Xã Phương Viên
- Xã Quảng Bạch
- Xã Rã Bản
- Xã Tân Lập
- Xã Xuân Lạc
- Xã Yên Mỹ
- Xã Yên Nhuận
- Xã Yên Thịnh
- Xã Yên Thượng

### Chợ Mới
Chợ Mới is een van de districten van de provincie Bắc Kạn. De oppervlakte bedraagt 606,11 km² en telt ruim 37.000 inwoners. Chợ Mới bestaat uit een thị trấn en 15 xã's.
- Thị trấn Chợ Mới
- Xã Bình Văn
- Xã Cao Kỳ
- Xã Hòa Mục
- Xã Mai Lạp
- Xã Như Cố
- Xã Nông Hạ
- Xã Nông Thịnh
- Xã Quảng Chu
- Xã Tân Sơn
- Xã Thanh Bình
- Xã Thanh Mai
- Xã Thanh Vận
- Xã Yên Cư
- Xã Yên Đĩnh
- Xã Yên Hân

### Na Rì
Na Rì is een van de districten van de provincie Bắc Kạn. De oppervlakte bedraagt 864,5 km² en telt ruim 38.000 inwoners. Na Rì bestaat uit een thị trấn en 21 xã's.
- Thị trấn Yến Lạc
- Xã Ân Tình
- Xã Côn Minh
- Xã Cư Lễ
- Xã Cường Lợi
- Xã Đổng Xá
- Xã Dương Sơn
- Xã Hảo Nghĩa
- Xã Hữu Thác
- Xã Kim Hỷ
- Xã Kim Lư
- Xã Lam Sơn
- Xã Lạng San
- Xã Liêm Thủy
- Xã Lương Hạ
- Xã Lương Thành
- Xã Lương Thượng
- Xã Quang Phong
- Xã Văn Học
- Xã Văn Minh
- Xã Vũ Loan
- Xã Xuân Dương

### Ngân Sơn
Ngân Sơn is een van de districten van de provincie Bắc Kạn. De oppervlakte bedraagt 644,37 km² en telt ruim 29.000 inwoners. Ngân Sơn bestaat uit een thị trấn en 10 xã's.
- Thị trấn Nà Phặc
- Xã Bằng Vân
- Xã Cốc Đán
- Xã Đức Vân
- Xã Hương Nê
- Xã Lãng Ngâm
- Xã Thuần Mang
- Xã Thượng Ân
- Xã Thượng Quan
- Xã Trung Hòa
- Xã Vân Tùng

### Pác Nặm
Pác Nặm is een van de districten van de provincie Bắc Kạn. De oppervlakte bedraagt 473,64 km² en telt ruim 26.000 inwoners. Pác Nặm bestaat uit 10 xã's.
- Xã An Thắng
- Xã Bằng Thành
- Xã Bộc Bố
- Xã Cao Tân
- Xã Cổ Linh
- Xã Công Bằng
- Xã Giáo Hiệu
- Xã Nghiên Loan
- Xã Nhạn Môn
- Xã Xuân La